# Desaparición de Cecilia Giubileo

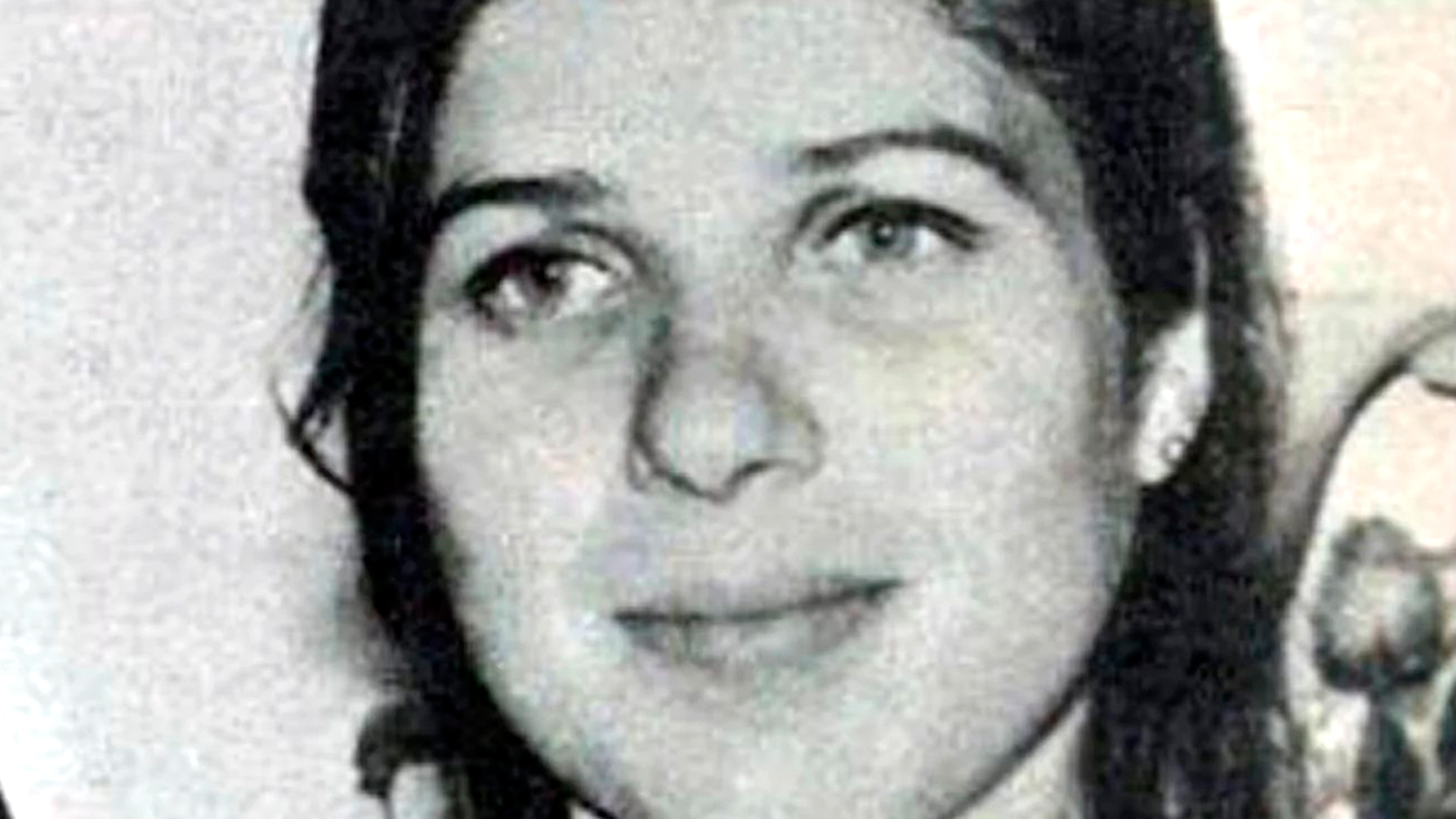
Cecilia Giubileo

Cecilia Enriqueta Giubileo (1946-desaparecida en 1985) es/fue una médica argentina cuya desaparición, en el otoño de 1985, constituye uno de los mayores misterios de la historia policial argentina. De seguir con vida, Cecilia tendría unos 79 años.
La madrugada del 17 de junio de 1985, Cecilia Giubileo, una médica de 39 años, desapareció sin dejar rastros mientras cumplía guardia en la Colonia Nacional Dr. Manuel A. Montes de Oca, en Torres, localidad del Partido de Luján, en la provincia de Buenos Aires, a 80 km al oeste de la ciudad de Buenos Aires. Este caso mantuvo en vilo a la opinión pública durante el invierno y primavera de 1985.

## La Colonia Nacional Dr. Manuel A. Montes de Oca
A 10 kilómetros hacia el norte, por la Ruta Provincial 192 (ex Ruta Nacional 192) se llega a la localidad de Torres. El poblado tomó su nombre de la colonia neuropsiquiátrica en torno a la cual se desarrolló, a principios del siglo XX.
A finales del siglo XIX, los enfermos mentales, especialmente los provenientes de familias de escasos recursos, yacían arrumbados en hospitales públicos escasamente preparados para albergarlos, cuando no directamente en cárceles o prisiones. Se los trataba con agresivas medicaciones, sangrías, duchas frías y aislamiento. La reducción a servidumbre era una frecuente manera de otorgarles un lugar en la sociedad.
José Ingenieros transmite en su obra La locura en la Argentina la situación en que vivían los enfermos mentales sometidos a los "encierros en las cárceles, a los desencantamientos, a las palizas o las sangrías... desde la época colonial hasta gran parte del siglo XIX, permanecían encadenados entre sus propias deyecciones, amansados a fuerza de ayunos, de palos y de duchas y aun de ataques degradantes en grupos para probar si fingían, o entregados por su conducta menos agitadas y mucho más tolerable, como sirvientes perpetuos, cuando no como bufones, a familias adineradas".
Durante el transcurso del siglo XIX, desde las cárceles del Cabildo hasta los Cuadros de Dementes de los hospitales generales, el panorama siguió siendo desolador, especialmente por el hacinamiento y la falta de atención psiquiátrica.
En 1915, a instancias del doctor Domingo Cabred, se creó la Colonia Neuropsiquiátrica Open Door, un asilo para enfermos mentales de régimen abierto. Los internos tenían libertad para circular libremente por el extenso predio, incluso para entrar y salir de él ("open door" significa "de libre acceso" o más precisamente "puerta abierta" en inglés). Los propios pacientes mantenían Open Door funcionando, realizando trabajos de albañilería, carpintería, jardinería, trabajando en la huerta, criando animales de granja, generando ellos mismos una parte de los recursos económicos necesarios para el mantenimiento de la colonia. Y dando los primeros pasos para su recuperación y eventual reinserción en la sociedad.

## La doctora Giubileo
Cecilia Enriqueta Giubileo nació en la localidad de General Pinto, provincia de Buenos Aires, en 1946, en el seno de una familia de excelente posición económica. Allí vivía con su padre, quien murió en 1979, su madre, María Lanzetti de Giubileo, y sus tres hermanos varones, Raúl, Rubén y Jorge.
Estudió Medicina en la Universidad Nacional de Córdoba, durante los años sesenta, época en la que militó en la izquierda como integrante de la Juventud Católica Argentina. En aquella época, Cecilia conoció a Pablo Chabrol, músico. Se casaron en 1972 y viajaron a España, radicándose en Gijón. El matrimonio duró poco. Cecilia regresó a Argentina, retomó sus estudios y en 1973 obtuvo su diploma de médica.
En 1974 entró a trabajar en el Hospital Interzonal Colonia Dr. Domingo Cabred, y se radicó en Luján, a 80 km de Buenos Aires. Alquiló una casa en la calle Humberto I, y un consultorio en Torres.

## La desaparición
La noche del 16 de junio de 1985 la doctora Giubileo llegó a la colonia Montes de Oca alrededor de las 21:30 hs. Conduciendo su Renault 6 blanco se dirigió hasta el edificio de la Dirección y Administración. Firmó el libro de entrada y añadió su número de matrícula. Eran las 21:38 hs. Los médicos de guardia permanecían en uno de los edificios del predio, llamado Casa Médica, hasta que eran requeridos desde alguno de los pabellones de la colonia. Normalmente, otros dos médicos completaban la guardia. Por diversos motivos, no hubo otros médicos aquella noche.
Esa noche, la doctora Giubileo recetó un antifebril a un paciente con bronquitis y fiebre alta. Luego firmó un acta de defunción para los familiares de una interna fallecida por la tarde, quienes habían venido a retirar el cuerpo. Poco después, un paciente llamado Miguel Cano, con el que la doctora tenía confianza, llegó desde el Pabellón 7 requiriendo su presencia (aquella noche el conmutador telefónico de la colonia no funcionaba). Ambos recorrieron a pie los 500 metros que separaban la Casa Médica del Pabellón 7. Los senderos estaban bien iluminados, con luces de mercurio. Cumplida la diligencia, Miguel Cano la acompañó de regreso a la Casa Médica. Andá tranquilo. Yo voy a descansar un rato, fueron las palabras con las que la doctora despidió al interno.
Pasada la medianoche, un enfermero de apellido Novello se cruzó con la doctora Giubileo, quien le dijo que venía del pabellón, donde había atendido una urticaria. Sus últimos pasos conocidos fueron una charla con otro enfermero y un breve entredicho con la supervisora Nélida Ojuez. Pidió tres cigarrillos para acompañar la velada leyendo, y se retiró a su habitación.
La colonia se despertó al día siguiente, lunes 17 de junio, bajo el mismo manto de neblina de la tarde anterior. Seguía el mal tiempo. Fueron a buscar a la doctora Giubileo, pero el dormitorio estaba vacío y la cama sin tender. En la mesa de luz sólo encontraron sus zapatos marrones con puntera beige. No estaban ni su cartera ni un pequeño bolso que siempre portaba. En el estacionamiento aún estaba el Renault 6 blanco.
Dos días después, Beatriz Ehlinger, amiga personal de la doctora Giubileo, hizo la denuncia policial por averiguación de paradero. El director de la institución, Florencio Eliseo Sánchez, no denunció la desaparición. En cambio, inició a la doctora Giubileo un sumario administrativo por abandono de la guardia. En 1992 escribió el libro El desnudo de la inocencia. La verdad sobre la Colonia Montes de Oca, en el que dedicó un capítulo a la desaparición de Giubileo bajo el título "El caso Giubileo". En 2015 se publicó otro libro, en este caso llamado El retrato de un olvido, del periodista Matías Cambiaggi.

## La investigación
La colonia Montes de Oca fue invadida por policías con perros, abogados, periodistas y fotógrafos. Sabuesos adiestrados buscaron en cada centímetro del predio de 270 hectáreas. La policía se internó en túneles, sótanos y altillos abandonados. Se abrieron dos pabellones clausurados, pero no se encontró rastro alguno de la doctora Giubileo.
El doctor Marcelo Parrilli, abogado contratado por la familia Giubileo, propuso drenar la inmensa ciénaga del predio, en la que no era infrecuente hallar el cuerpo de algún interno desaparecido. Pero no se hizo, ya que no había fondos para el drenaje. El personal de la colonia fue interrogado minuciosamente. Nadie había visto nada. También los pacientes, aquellos lo suficientemente lúcidos para poder expresarse con coherencia, fueron interrogados.
Miguel Cano, el paciente que había ido a buscar a la doctora por un caso de urticaria y la había dejado de vuelta en la Casa Médica, decía haber visto, mientras regresaba al Pabellón 7, el furgón funerario que se llevaba el cuerpo de la paciente fallecida esa noche. Pero también, declaraba, había visto un automóvil negro, con las ventanillas delanteras y traseras cerradas, avanzando hacia la Casa Médica. Sin embargo, la agencia funeraria no sabía nada de ese coche.
Días después, una interna fue encontrada desnuda en una casilla rural, donde había sido violada y abandonada por un grupo de personas. Aseguró haber visto a la doctora atada y golpeada. No se encontró ninguna prueba que respaldara la afirmación de la mujer.
Otro hecho llamativo fue que la doctora había cargado el tanque de su Renault 6 el domingo por la tarde. Sin embargo, cuando lo revisaron ese lunes por la mañana frente a la Casa Médica, no tenía ni una gota de nafta.
El juez Carlos Gallaso, el primer investigador, no había ordenado precintar la zona ni había dictado medida alguna para preservar pruebas. A escasas horas de la desaparición de Giubileo, su habitación en la Casa Médica, donde dormía y pasaba las horas de descanso, fue íntegramente modificada. Un grupo de albañiles pintó las paredes, se cambiaron los muebles de lugar y las pertenencias de la doctora fueron retiradas. Para cuando Beatriz Ehlinger radicó la denuncia sobre la desaparición de su amiga, ya era tarde: algunas evidencias se habían borrado para siempre por obra de la remodelación.
Semanas después, el departamento de la médica, bajo custodia judicial, fue encontrado revuelto y varios de los allegados a Cecilia Giubileo recibieron amenazas anónimas.
En noviembre, una cinta de mala calidad llegó a una comisaría de Luján. En ella, alguien que se presentaba como Cecilia Giubileo pedía que no la buscaran más, que se hallaba en un hermoso lugar, donde había encontrado la paz que tanto había buscado. Se aseguró que se había exiliado en un pueblo limítrofe entre Ecuador y Colombia, que había ingresado en un monasterio y que se había unido a una secta religiosa que practicaba ciencias esotéricas.
Mientras se peritaba la autenticidad del material, una parapsicóloga decía ver un cuerpo en el fondo de un tanque de agua, idéntico al de la colonia. El tanque fue revisado. Sólo hallaron un gato muerto.

## Las hipótesis
Múltiples hipótesis fueron consideradas y sucesivamente descartadas:
1. Algún paciente de la colonia la había atacado: no había la menor señal de que ello hubiera ocurrido. Y de haber sucedido, ¿era plausible que un enfermo mental planeara un crimen con tanta perfección? La hipótesis fue descartada rápidamente.
2. Había sido secuestrada para pedir un rescate: En su casa de la calle Humberto I, Cecilia guardaba 3.000 dólares, sus ahorros, en una caja de Maizena. Pero nadie había pedido rescate.
3. Homicidio: nada pudo encontrarse que pudiera conducir a explicación alguna. Todos los involucrados soportaron la investigación sin que pudiera acusarse a nadie.
4. La hipótesis política: ¿Tenía que ver el tenebroso pasado del país, aún reciente, con la desaparición de la doctora Giubileo? Cecilia había militado en la izquierda en su época de estudiante universitaria. Aunque su ex marido Pablo Chabrol no registraba antecedentes políticos, dos de sus hermanos habían militado en el ERP. Y estaban en las listas de desaparecidos de la Conadep. El ex suegro de Giubileo, Pablo Pedro Chabrol, había realizado ante los militares incansables gestiones para averiguar el paradero de sus dos hijos. Había sido detenido y castigado. Pero la hipótesis política no prosperó. No pudo hallarse una relación entre estos sucesos y la misteriosa desaparición de Giubileo.

## Presente
Conforme comenzaron a espaciarse las novedades, el caso Giubileo fue perdiendo espacio en los medios.
Veinticinco años después de los acontecimientos, Francisco Merino, novio de Cecilia durante ocho años y luego amigo y confidente, recuerda las veces que ella le decía que “el trato a los enfermos mentales es desastroso”. Y recuerda la última vez que habló con ella, una semana antes de su desaparición: “Allí me contó que en la colonia habían empezado a perseguirla porque quería denunciar algunas irregularidades. Me dio a entender que a los muchachos les sacaban las córneas y luego los mataban en una caldera. También hablaba de órganos. Estaba muy asustada. Veníamos de la dictadura y yo le dije que no se involucrara en líos, que vivamos tranquilos porque hay organizaciones con las que es muy difícil meterse y al que jode, lo matan."
Hoy, Merino es camarista de la localidad de San Francisco y se arrepiente de no haberse presentado en aquel momento a declarar. “La había pasado muy mal durante el Proceso y sentí mucho miedo de hacerlo”, se excusa.
Para Julio Acedo, ex compañero de Giubileo y actual referente gremial de ATE Luján, la hipótesis de la red de tráfico de órganos no cierra en absoluto. “Un órgano no es una caja de chicles que se compra en un kiosco. Para un óbito orgánico hacen falta un lugar personalizado, personal especializado y compatibilidad genética. En ningún pabellón de la colonia se puede hacer ablación de órganos, porque sería para tirarlo a los chanchos”. 
Marcelo Parrilli, el abogado contratado por la familia Giubileo, coincide, pero solo parcialmente: “En la colonia no había capacidad quirúrgica, ni médica, ni farmacológica, ni higiénica como para hacer absolutamente nada. Es estúpido decir que había tráfico de órganos ahí. En todo caso, era más probable que hubiera tráfico de personas. Tranquilamente podías llevarte un tipo y, al mejor estilo desarmadero de Warnes, sacarle los órganos a donde a vos se te ocurriera sin que nadie se enterase, ya que cualquier chacarero debía tener más control sobre sus gallinas que el que tenía la colonia sobre sus internos”.
La causa N° 67.735 en su momento fue caratulada como “presunta privación ilegal de la libertad”. Esa fue la denominación legal durante las siguientes décadas hasta que se cerró en el Juzgado de Transición N° 2 de Mercedes.
El caso quedó completamente impune.

## Televisión
El ciclo televisivo Sin condena, emitido por Canal 9, llevó el caso a la ficción, en un episodio protagonizado por Silvina Rada.